# تئاتر رویال، دروری لین
تئاتر رویال، دروری لین (انگلیسی: Theatre Royal, Drury Lane) یک سالن نمایش در لندن، انگلستان است.
این سالن تئاتر که در خیابان کاترین قرار دارد در سال ۱۶۶۳ میلادی تأسیس شده و جزئی از تئاتر وست اند محسوب می‌شود. تئاتر رویال دارای ۲٬۱۹۶ نفر ظرفیت می‌باشد.

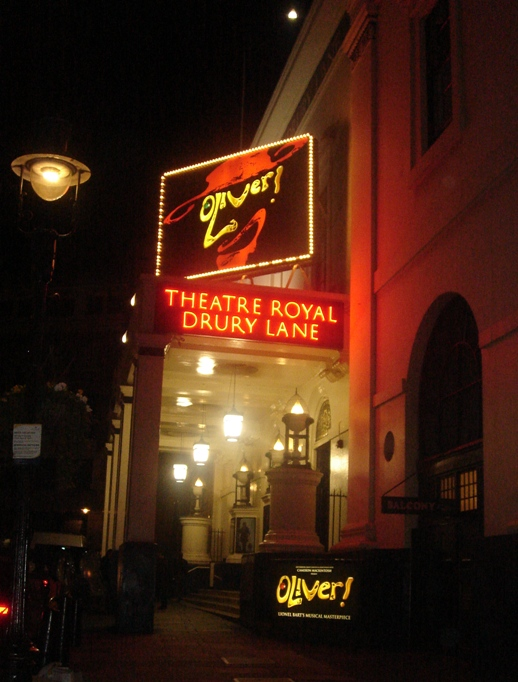
ورودی تئاتر رویال، ۲۰۰۹